# مورسیا (شهر)
مورسیا (به اسپانیایی: Murcia) شهری در منطقه خودمختار مورسیا در کشور اسپانیا است.

## وجه تسمیه
منابع عربی و اسلامی نام این شهر را مُرسیه گفته‌اند. بنیادگذار این شهر عبدالرحمن داخل نام داشت.

## مشاهیر
- محی‌الدین ابن عربی (۱۱۶۵–۱۲۴۰)، اندیشمند صوفی.
- دیگو دساودرا فاخاردو (۱۵۸۴–۱۶۴۸)، نویسنده و دیپلمات.
- فرانسیسکو سالزیو (۱۷۰۷–۱۷۸۳)، پیکرتراش در سبک باروک.
- خوزه مونیینو، کنت فلوریدابلانکا (۱۷۲۸–۱۸۰۸)، سیاست‌مدار و وزیر شارل سوم شاه اسپانیا.
- خوآن دلا سیروا (۱۸۹۵–۱۹۳۶) مخترع هواچرخ.
- فرانسیسکو سانچز باوتیستا (۱۹۲۵-)ٔ شاعر.